# J. A. Leo Lemay
Joseph Alberic Leo Lemay (geboren am 17. Januar 1935 in Bristow, Virginia; gestorben am 15. Oktober 2008) war ein amerikanischer Literaturwissenschaftler, der besonders mit Arbeiten zur frühen amerikanischen Literatur hervorgetreten ist.

## Leben
Lemay, Sohn eines Stahlarbeiters, wuchs in Maryland auf und studierte nach seinem Schulabschluss an der University of Maryland (B.A. 1957, M.A. 1962). Seinen Ph.D. erlangte er 1965 an der University of Pennsylvania. 1965–77 lehrte er an der University of California, Los Angeles, ab 1975 hatte er dort eine volle Professur inne. 1977 folgte er einem Ruf der University of Delaware, wo er DuPont-Winterthur-Professor für englische Sprache und Literatur wurde.
Lemay verfasste zahlreiche Arbeiten zur amerikanischen Literatur der Kolonialzeit und frühen Republik. Gegenüber der spätestens seit Perry Miller dominierenden Darstellung dieser Materie, die sich auf die Puritaner Neuenglands konzentriert, unterstrich Lemay die Bedeutung der Literatur der Südstaaten und der middle colonies wie Pennsylvania und Maryland. Sein besonderes Interesse galt Benjamin Franklin. 1981 veröffentlichte er gemeinsam mit P.M. Zall die bis heute maßgebliche historisch-kritische Ausgabe der Autobiografie Franklins, für die Library of America besorgte er eine zweibändige Auswahl von Franklins Hauptwerken. Zuletzt arbeitete er an einer auf sieben Bände angelegten Biografie Franklins, von denen er bis zu seinem Tod 2008 jedoch nur 3 Bände fertigstellen konnte. Viele der Quellen, die er im Laufe seiner Recherche untersucht hat, hat er seit 1997 auf seiner Website Benjamin Franklin: A Documentary History veröffentlicht.

### Werke
- Ebenezer Kinnersley, Franklin's Friend. University of Pennsylvania Press, Philadelphia 1964.
- Men of Letters in Colonial Maryland. University of Tennessee Press, Knoxville 1972, ISBN 0-87049-137-7.
- (Hrsg.): The Oldest Revolutionary: Essays on Benjamin Franklin. University of Pennsylvania Press, Philadelphia 1976, ISBN 0-8122-7707-4.
- mit Paul M. Zall (Hrsg.): The Autobiography of Benjamin Franklin: A Genetic Text. University of Tennessee Press, Knoxville 1981, ISBN 0-87049-256-X.
- New England's Annoyances: America's First Folk Song. University of Delaware Press, Newark 1985, ISBN 0-87413-278-9.
- The Canon of Benjamin Franklin, 1722–1776: New Attributions and Reconsiderations. University of Delaware Press, Newark 1986, ISBN 0-87413-290-8.
- mit Paul M. Zall (Hrsg.): Benjamin Franklin's Autobiography: An Authoritative Text, Backgrounds, Criticism. W. W. Norton, New York 1986, ISBN 0-393-95294-0.
- (Hrsg.): Robert Bolling Woos Anne Miller: Love and Courtship in Colonial Virginia, 1760. University Press of Virginia, Charlottesville 1990, ISBN 0-8139-1259-8.
- The American Dream of Captain John Smith. University of Virginia Press, Charlottesville 1991, ISBN 0-8139-1321-7.
- Did Pocahontas Save Captain John Smith? University of Georgia Press, Athens GA 1992, ISBN 0-8203-1461-7.
- The Life of Benjamin Franklin. 3 Bände, 2005–2008 [unvollendet]:
  - Bd. 1: Journalist, 1706–1730. University of Pennsylvania Press, 2005, ISBN 0-8122-3854-0.
  - Bd. 2: Printer and Publisher, 1730–1747. University of Pennsylvania Press, 2005, ISBN 0-8122-3855-9.
  - Bd. 3: Soldier, Scientist, and Politician, 1748–1757. University of Pennsylvania Press, 2008, ISBN 978-0-8122-4121-1.

### Sekundärliteratur
- Anon.: A Tribute to J. A. Leo Lemay: Honored Scholar of Early American Literature. In: Early American Literature. 35, 1, 2000, S. 1–4.
- Carla Mulford: J. A. Leo Lemay (1935–2008), Ambassador of Early American Literary Studies. In: Early American Literature. 45, 3, 2010, S. 683–698.

### Festschrift
- Carla Mulford, David S. Shields: Finding Colonial America: Essays Honoring J. A. Leo Lemay. University of Delaware Press, 2001, ISBN 0-87413-722-5.

| Personendaten    | Personendaten                                  |
| ---------------- | ---------------------------------------------- |
| NAME             | Lemay, J. A. Leo                               |
| ALTERNATIVNAMEN  | Lemay, Joseph Alberic Leo (vollständiger Name) |
| KURZBESCHREIBUNG | amerikanischer Literaturwissenschaftler        |
| GEBURTSDATUM     | 17. Januar 1935                                |
| GEBURTSORT       | Bristow, Virginia                              |
| STERBEDATUM      | 15. Oktober 2008                               |